# Пеанія
Пеанія (грец. Παιανία) — місто в Греції, розташоване на схід від Афін та гори Іметт. До кінця 20 століття місто носило греко-албанську назву Ліопесі. 

## Культура
В Пеанії діють школа, ліцей, дві гімназії, банки, поштове відділення, а також Музей народного і сучасного мистецтва Ворреса, що займає площу у 80 акрів. РВ Пеанії базується ретрансляційне обладнання телевізійного каналу Mega Channel та тренувальна база футбольного клубу «Панатінаїкос»

## Персоналії
- Демосфен — давньогрецький оратор, політичний діяч.
- Демад — давньогрецький оратор, політичний діяч.